# Buen viaje (película)
Buen viaje es una road movie argentina filmada en colores, dirigida por Fernando Musa sobre su propio guión, estrenada el 19 de diciembre de 1991 y que tuvo como protagonistas a Rafael Neumann y Pilar Ojeda.
Fue producida en video en la provincia de Formosa sin actores profesionales.

## Sinopsis
Un viajante de pinturas extraviado en su auto en un camino del norte argentino, recoge a una mujer misteriosa y experimentará situaciones intrigantes en un trayecto distópico.

## Reparto
- Rafael Neumann
- Pilar Ojeda
- Jorge Cabrera
- Miguel Fontes
- Beatriz Fontes
- Delia Acosta

## Comentarios
Paraná Sendrós en Ámbito Financiero escribió:

«Viaje inmaduro de aciertos parciales.»

Noticias dijo:

«Musa prueba que no se necesita una parafernalia de efectos especiales para atrapar a la platea.»